# Raïon d'Ivankiv
Le raïon d'Ivankiv est  un raion (district) de l'Oblast de Kiev en Ukraine.
Son centre administratif est la ville d'Ivankiv, et sa population totale est estimée à 30 676 habitants en 2013.

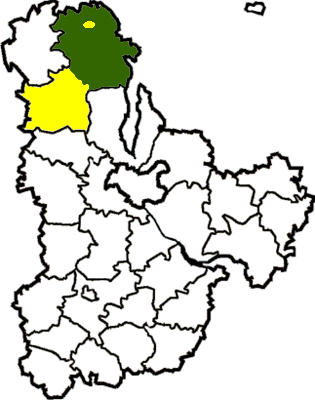
Carte montrant la situation du raïon d'Ivankiv (en jaune) avant 1988. L'ancien raïon de Tchernobyl est en vert, et le point jaune représente la ville de Pripyat, autonome depuis 1980.